# Geschiedenis

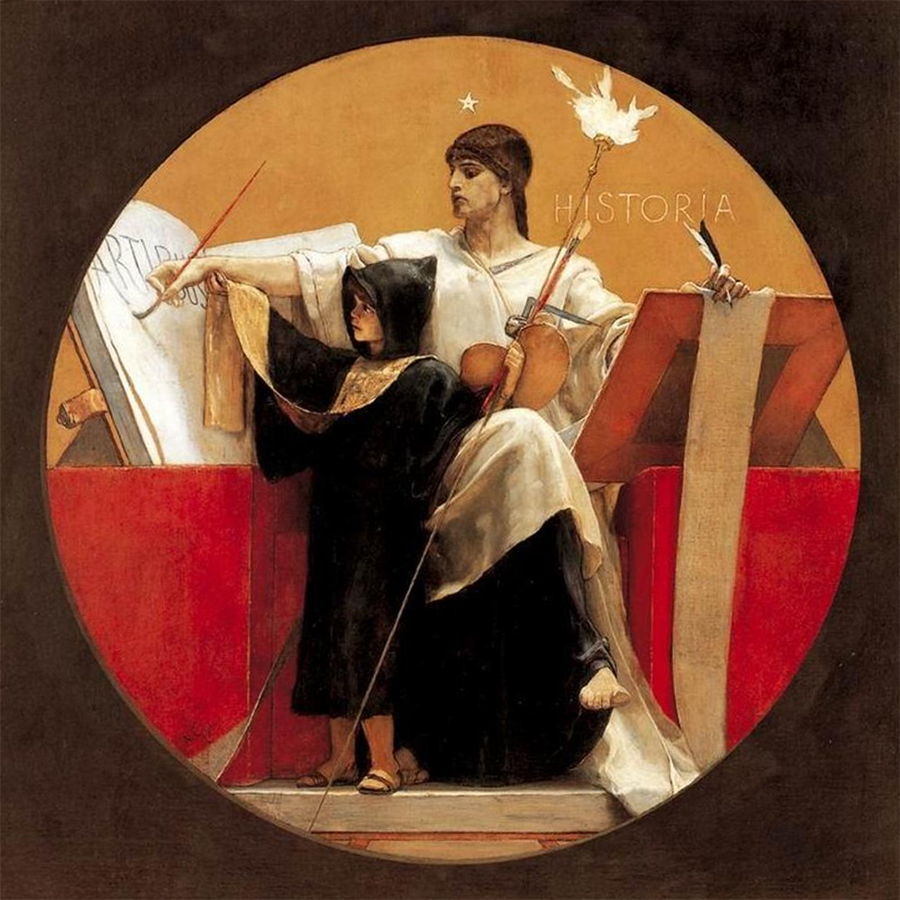
Historia (allegorie van geschiedenis), Nikolaos Gyzis, 1892

Geschiedenis is onder meer de vakwetenschap, die zich bezighoudt met de studie van de chronologische ordening van gebeurtenissen in het verleden, zich daarbij baserend op kritisch onderzoek van bronnen. De schriftelijke neerslag van deze activiteit door de eeuwen heen, en in verschillende culturen en beschavingen, is de geschiedschrijving of historiografie.
Geschiedenis in de ruime betekenis omvat alles wat volgens mondelinge of schriftelijke overlevering in het verleden heeft plaatsgevonden, dus alle fenomenen die verandering ondergaan, ook zonder de mens. Een geschiedenis kan een verhaal zijn, met eventueel een chronologische ordening van de gebeurtenissen en handelingen (acties), door al of niet fictieve personages. Verhalen zijn het object van onderzoek in de narratologie.
De vakwetenschap van de geschiedenis, het werkterrein van de historicus, baseert zich op een grote diversiteit aan bronnen: op geschreven en gedrukte bronnen; op niet-schriftelijke bronnen als interviews of mondelinge geschiedenis; en op materiële bronnen uit de archeologie. Sommige benaderingen zijn in de ene periode gebruikelijker dan in de andere. De periode van de gebeurtenissen van vóór het schrift is de prehistorie, die veruit het grootste deel uitmaakt van de evolutie van de mens en van de geschiedenis van de Aarde.

## Deelterreinen van de geschiedenis
Deelterreinen, met steeds een interdisciplinair karakter, die op verschillende onderwijsinstellingen worden onderwezen zijn de:
- agrarische geschiedenis
- architectuurgeschiedenis
- economische geschiedenis
- bedrijfsgeschiedenis
- boekgeschiedenis
- ecologische geschiedenis
- gendergeschiedenis
- geschiedenis van de filosofie
- geschiedenis van het christendom
- geschiedenis van internationale betrekkingen
- godsdienstgeschiedenis
- historische demografie
- historische geografie
- ideeëngeschiedenis
- institutionele geschiedenis
- intellectuele geschiedenis
- kerkgeschiedenis
- krijgsgeschiedenis
- kunstgeschiedenis
- literatuurgeschiedenis
- maritieme geschiedenis
- mentaliteitsgeschiedenis
- militaire geschiedenis
- geschiedenis van de klassieke muziek
- geschiedenis van de populaire muziek
- onderwijsgeschiedenis (historische pedagogiek)
- rechtsgeschiedenis
- sociale geschiedenis
- theoretische geschiedenis
- transnationale geschiedenis
- vaderlandse geschiedenis
- vrouwengeschiedenis
- wetenschapsgeschiedenis
- cultuurgeschiedenis

### Disciplines binnen de geschiedschrijving ofhistoriografie
- mythologie, bestudeerd door historici en antropologen
- agrarische geschiedenis
- genealogie
- monografie
- mediëvistiek
- stadsgeschiedenis
- economische geschiedenis
- boekgeschiedenis
- kunstgeschiedenis
- psychohistorie

### Geschiedenis per onderwerp
- geschiedenis van de wereld
- geschiedenis van het bibliotheekwezen
- geschiedenis van het boeddhisme
- geschiedenis van het christendom
- geschiedenis van de computer
- geschiedenis van het Esperanto
- geschiedenis van de film
- geschiedenis van de geschiedschrijving
- geschiedenis van de keramiek
- geschiedenis van de islam
- geschiedenis van de klassieke muziek
- geschiedenis van de muzieknotatie
- geschiedenis van de oudheid

### Geschiedenis per locatie
- Geschiedenis per werelddeel:
Afrika – Antarctica – Australië – Azië – Europa – Noord-Amerika – Midden-Amerika – Zuid-Amerika – Oceanië
- Geschiedenis per land:
Afghanistan – België – Bhutan - Bulgarije – Birma - China – Cyprus – Denemarken – Duitsland – Engeland – Egypte – Frankrijk – Griekenland – Hongarije – Ierland – Indonesië – Irak – Israël – Italië – Japan – Letland – Litouwen – Mexico – Myanmar - Nederland – Noorwegen – Polen – Rusland – Suriname – Turkije – Verenigd Koninkrijk – Verenigde Staten – Vietnam

## Hulpwetenschappen van de geschiedenis
- archeologie (oudheidkunde); de studie naar de overblijfselen van oude culturen
- chronologie (tijdrekenkunde); de studie voor het lokaliseren van gebeurtenissen in de tijd
- codicologie de studie van samengebonden manuscripten in een codex gezien als materieel voorwerp
- cryptografie (geheimschrift); de studie van het ontcijferen van geheimschriften
- epigrafie (opschriftkunde); de studie van inscripties die zijn aangebracht op steen of andere harde materialen
- faleristiek de studie van de vorm en de geschiedenis van de ridderorden én andere onderscheidingen
- hagiografie (heiligenleven); de studie van biografieën van (christelijke) heiligen
- heraldiek de studie van de betekenis van wapenschilden
- metrologie de studie van meting (maten, meetprocessen en meetfouten)
- onomastiek (naamkunde); de studie van de betekenis, de oorsprong en de verspreiding van namen
- numismatiek (muntkunde); de studie van alle tastbare vormen en geschiedenis van geld
- oorkondeleer de studie van het ontstaan, de vorm en geschiedenis van oorkonden
- paleografie de studie (het bestuderen en ontcijferen) van oude handschriften en archiefstukken
- sigillografie (zegelkunde); de studie van zegels die als waarborg voor de echtheid van documenten gebruikt zijn
- vexillologie (vlaggenkunde) de studie die zich bezighoudt met vlaggen
- mathematiek (wiskunde) de studie van patronen en structuren

## Geschiedenis als leervak

#### Nederland
Geschiedenis wordt in Nederland per onderwijsniveau verschillend onderwezen:
- De basisschool stelt het verhaal van de geschiedenis centraal. Belangrijke gebeurtenissen en personen worden daarbij in een breder kader geplaatst.
- Het voortgezet onderwijs spitst het geschiedenisonderwijs toe op het aanleren van historische vaardigheden, en diept de kennis verder uit. De theoretische leerweg van het vmbo legt de nadruk op kennisverwerving, het vwo op vaardigheden. Vanaf 2007 geldt in Nederland de cyclische benadering; leerlingen krijgen de geschiedenis driemaal geleerd, in achtereenvolgens het basisonderwijs, de onderbouw en de bovenbouw van het middelbaar onderwijs, met een toenemende diepgang. De leidraad vormen de tien tijdvakken, met 49 kenmerkende aspecten, plus de canon van de geschiedenis met 50 gebeurtenissen en personen 'die elke Nederlander zou moeten kennen'.
- De universitaire vakwetenschap geschiedenis maakt deel uit van de letterenfaculteit. Daarnaast worden er in het hoger beroepsonderwijs (hbo) en op universitair niveau lerarenopleidingen geschiedenis aangeboden.

#### Vlaanderen
Het Vlaamse basisonderwijs behandelt geschiedkundige thema's soms in het vak wereldoriëntatie. Geschiedenis is een vak in de meeste studierichtingen van het Vlaams secundair onderwijs. Afhankelijk van de gekozen studierichting krijgen de leerlingen één of twee lesuren geschiedenis per week. In alle ASO-richtingen is geschiedenis een verplicht vak. Ook in de meeste TSO en KSO-richtingen wordt geschiedenis onderwezen.
Aan de universiteit kan de academische bachelor Geschiedenis gevolgd worden. Aan de hogescholen is er ook een opleiding voor geschiedenisleerkracht op professioneel bachelorniveau.

### Periodiseringen
Voor de geschiedenis van de Oude wereld hanteert de geschiedschrijving een globale indeling of periodisering, die, met kleine verschillen, in het Vlaamse en Nederlandse onderwijs gevolgd wordt.

#### Belgisch voortgezet onderwijs
Het Belgische secundair onderwijs onderscheidt de:
- prehistorie: tot 3500 v.Chr.
- stroomculturen (Oude Nabije Oosten): 3500 v.Chr. tot 800 v.Chr.
- klassieke oudheid: 800 v.Chr. tot 500
- middeleeuwen: 500-1500
- vroegmoderne tijd: 1500-1750
- moderne tijd: 1750-1945
- hedendaagse geschiedenis: 1945-nu

#### Nederland
Het Nederlandse basis- en voortgezet onderwijs onderscheidt tien tijdvakken, achtereenvolgens De tijd van:
- jagers en boeren (prehistorie): tot 3000 v.Chr.
- Grieken en Romeinen (oudheid): 3000 v.Chr. tot 500
- monniken en ridders (vroege middeleeuwen): 500-1000
- steden en staten (hoge en late middeleeuwen): 1000-1500
- ontdekkers en hervormers (renaissance/Reformatie): 1500-1600
- regenten en vorsten (Gouden Eeuw): 1600-1700
- pruiken en revoluties (Verlichting): 1700-1800
- burgers en stoommachines (industrialisatie): 1800-1900
- wereldoorlogen (eerste helft twintigste eeuw): 1900-1950
- televisie en computer (tweede helft twintigste eeuw): 1950-nu

### Historische ontwikkelingen en gebeurtenissen
- 3500 v.Chr.: ontstaan van het schrift
- 800 v.Chr.: stichtingsdatum van Rome[bron?]
- 476 n.Chr.: val van het West-Romeinse Rijk
- 1453 n.Chr.: val van het Oost-Romeinse Rijk
- 1492: ontdekking van Amerika
- 1789: begin van de Franse Revolutie
- 1945: einde van de 2de wereldoorlog

## Perioden en lijsten

### Perioden
- jaren en eeuwen
- 365 dagenschema
- westerse geschiedenis: prehistorie – protohistorie - oudheid – middeleeuwen – renaissance – verlichting – nieuwste tijd
- prehistorie van sub-saharaans Afrika: Early Stone Age – Middle Stone Age – Later Stone Age
- precolumbiaanse geschiedenis: lithische periode – archaïsche periode – formatieve periode – klassieke periode – postklassieke periode
- de klassieken

### Historische lijsten
- lijst van presidenten van de Verenigde Staten
- lijst van geschiedkundigen
- lijst van historische plaatsnamen
- lijst van oorlogen (chronologisch)
- lijst van pausen
- lijst van theologen
- lijst van veldslagen
- lijst van verdragen

### Lijsten van A tot Z
- Franse Revolutie van A tot Z
- Napoleontische tijd van A tot Z
- Ontdekkingsreizen van A tot Z
- Prehistorie van A tot Z
- Tachtigjarige Oorlog van A tot Z